# بهترین (ترانه لانا دل ری)
«بهترین» (به انگلیسی: The Greatest) ترانه‌ای از خواننده و ترانه‌نویس آمریکایی، لانا دل ری است. این قطعه در ۲۲ اوت ۲۰۱۹ به‌عنوان دومین تک‌آهنگ تبلیغاتی برای ششمین آلبوم استودیویی دل ری، نورمن فاکینگ راک‌ول! منتشر شد. در ۲۲ اوت ۲۰۱۹، دل ری موزیک ویدئو دوگانه‌ای با «بهترین» و «گور باباش من عاشقتم» منتشر کرد. روز بعد، او این دو ترانه را به‌عنوان تک‌آهنگ تبلیغاتی در رسانه‌های دیجیتالی منتشر کرد. این ترانه در ۱۳ سپتامبر ۲۰۱۹ به عنوان پنجمین تک‌آهنگ آلبوم به رادیوهای ایتالیایی ارسال گردید.

## سرایش و ترکیب
این قطعه توسط دل ری و جک آنتونوف نوشته و تولید شده‌است. در متن ترانه، دل ری به‌طور کلی در مورد گم شدن «روزهای خوب گذشته» در روابط او و جهان می‌گوید، اما بیشتر از اینکه چگونه جهان تغییر کرده‌است ابراز ناامیدی می‌کند: «فرهنگ خیلی جالب و خفنه، اگه همش همینه، من یه مهمونی داشتم/گمونم بعد از این همه اتفاقات شعله من خاموش شده… اگه همش همینه، من دیگه کارم تمومه». دل ری در ترانه ارجاعات بیشماری از فرهنگ عامه از جمله ترانه «زندگی روی مریخ» از دیوید بویی، پخش زنده اینستاگرام بیچ بویز، اثرات مخرب آتش‌سوزی جنگلی ۲۰۱۸ کالیفرنیا و و دشمنی بدنام او با کانیه وست بخاطر حمایتش از دونالد ترامپ را ارائه می‌دهد.

## جدول‌ها
| جدول (۲۰۱۹)                                       | موقعیت اوج |
| ------------------------------------------------- | ---------- |
| تک‌آهنگ‌های برتر نیوزیلند (انجمن صنعت ضبط نیوزیلند) | ۲۲         |
| ترانه‌های دیجیتال آلترناتیو فروخته‌شده (بیلبورد)    | ۱۲         |

## تاریخچه انتشار
| منطقه   | زمان            | فرمت               | ناشر              | منا.  |
| ------- | --------------- | ------------------ | ----------------- | ----- |
| جهانی   | ۲۲ اوت ۲۰۱۹     | دانلود دیجیتال     | اینترسکوپ پالیدور | [ ۱ ] |
| ایتالیا | ۱۳ سپتامبر ۲۰۱۹ | رادیو ضربه‌ای معاصر | یونیورسال         | [ ۳ ] |

## یادداشت
1. ↑  انتشار برای یک تک‌آهنگ تبلیغاتی.